# بیرگر وار
بیرگر وار (انگلیسی: Birger Var; ۳۰ ژوئن ۱۸۹۳ – ۲۲ مارس ۱۹۷۰) قایقران روئینگ اهل نروژ بود.